# Anthophora franciscana
Anthophora franciscana är en biart som beskrevs av Cockerell 1949. Anthophora franciscana ingår i släktet pälsbin, och familjen långtungebin. Inga underarter finns listade i Catalogue of Life.